# Pingwin białooki
Pingwin białooki, pingwin Adeli (Pygoscelis adeliae) – gatunek dużego, nielotnego ptaka wodnego z rodziny pingwinów (Spheniscidae), zamieszkujący wody wokół Antarktydy. To jeden z pięciu gatunków pingwina żyjących na Antarktydzie. Jest blisko spokrewniony z pingwinem białobrewym i pingwinem antarktycznym. Nie wyróżnia się podgatunków. W większości krajów jest to gatunek chroniony.

## Występowanie i biotop

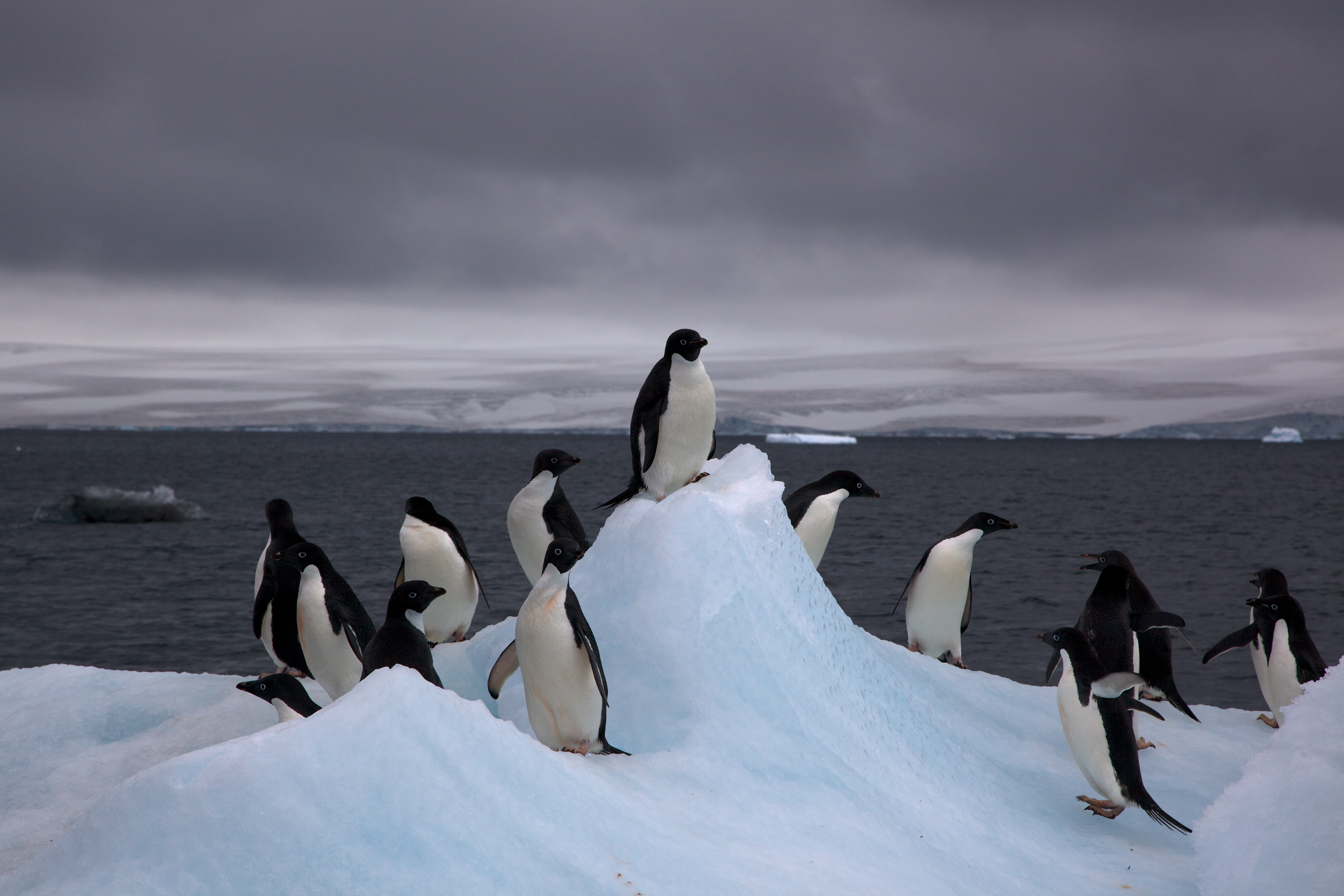
Pygoscelis adeliae na górze lodowej

Gnieździ się na wybrzeżach Antarktydy oraz na Orkadach Południowych i Szetlandach Południowych. Największe zagęszczenie pingwinów białookich obserwuje się na Morzu Rossa.
Poza okresem lęgowym (zima) pingwiny białookie zajmują ogromne przybrzeżne platformy lodowe, żeby mieć lepszy dostęp do pokarmu. W okresie lęgowym przenoszą się na skaliste plaże, gdzie budują swoje gniazda na wolnym od lodu gruncie. Dzięki bliskości otwartej wody pingwiny mają natychmiastowy dostęp do jedzenia dla siebie i swoich młodych.

## Charakterystyka ogólna
| Podstawowe dane         | Podstawowe dane |
| ----------------------- | --------------- |
| Długość ciała           | 60 – 75 cm      |
| Masa ciała              | 3,62 – 4,99 kg  |
| Dojrzałość płciowa      | 8 lat           |
| Liczba młodych w miocie | 1 – 3           |
| Długość życia           | do 16 lat       |

WyglądWierzch ciała, ogon, głowa i szyja oraz wierzch skrzydeł czarne, reszta biała. Wokół oka biała obrączka. Dziób i nogi różowawe. Czarny spód stóp. Brak dymorfizmu płciowego.
PożywieniePodstawę pożywienia stanowi kryl (głównie kryl antarktyczny i Euphausia crystallorophias). Pingwiny jedzą też ryby, na przykład Pleuragramma antarcticum i przedstawicieli z rodziny świetlikowatych. Żywią się także głowonogami, obunogami i innymi morskimi bezkręgowcami. Nawyki żywieniowe pingwinów białookich zmieniły się ok. 200 lat temu, kiedy to zmniejszyła się liczba wielorybów fiszbinowych i fok jedzących głównie kryl. Z tego powodu powstała „nadwyżka” kryla, którą wykorzystały pingwiny, jako łatwiejsze źródło pokarmu niż ryby. Potrafią one przechowywać pokarm, który potem zwracają, by nakarmić nowo wyklute młode.
Tryb życiaPingwin białooki jest bardzo społecznym gatunkiem. Osobniki żyją w małych grupach lub koloniach. Razem podróżują z platform lodowych do miejsc lęgu, kiedy okres lęgowy ma się rozpocząć. Również w czasie polowania pingwiny białookie pozostają w grupie, co zmniejsza ryzyko ataku ze strony drapieżników i zwiększa efektywność znalezienia pożywienia.
W wodzie poruszają się szybko i zwinnie, potrafią wyskoczyć z wody na kilka metrów. Nurkują po pokarm na głębokość 20 m. Głębokość i czas trwania nurkowania zależy od stopnia oblodzenia zbiornika. Na lądzie mogą poruszać się na różne sposoby: z wyprostowaną postawą kaczkowatym chodem lub skokami, albo mogą ślizgać się brzuchem po śniegu i lodzie, odpychając się nogami.

## Rozmnażanie

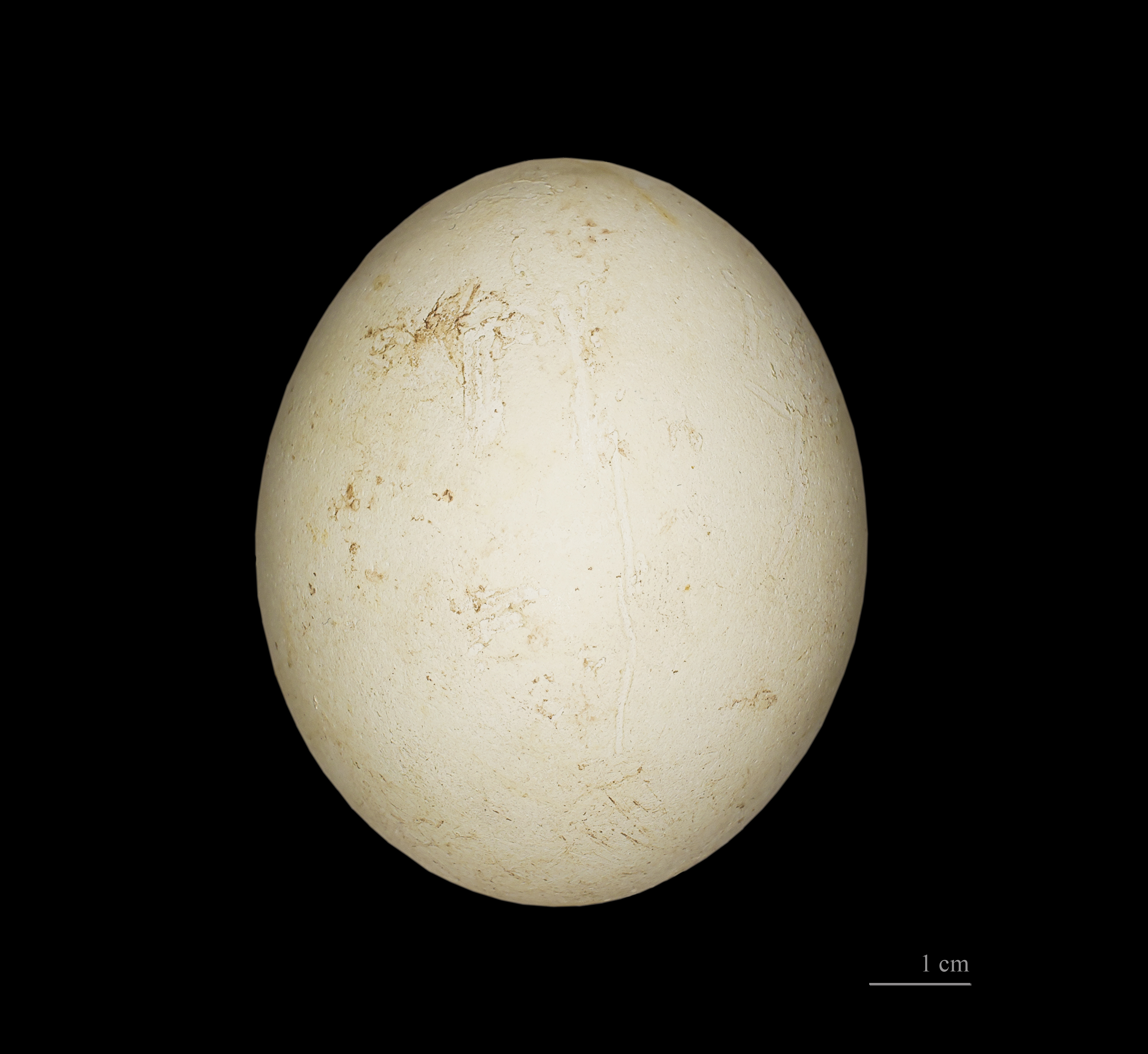
Jajo z kolekcji muzealnej

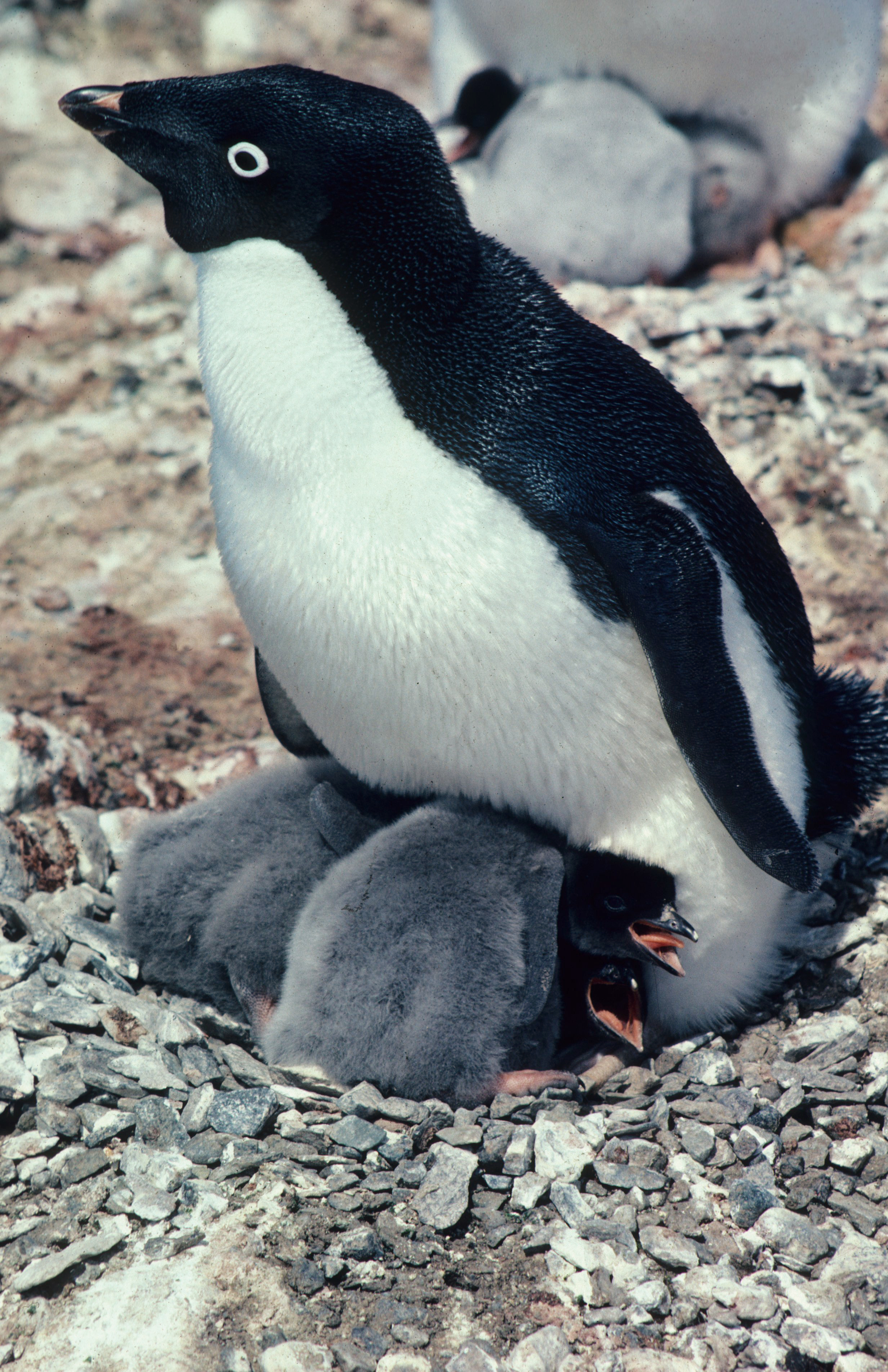
Pingwin białooki pilnujący piskląt

Okres godowyWczesną jesienią (wrzesień – październik) pingwiny białookie powracają na tereny lęgowe. Samce przybywają pierwsze. Każda para rozpoznaje się po godowym wezwaniu i miejscu, gdzie rok wcześniej miała gniazdo. Te pary mogą połączyć się na kolejne sezony, chyba że jedno z nich nie wróciło. Samce, aby zwrócić uwagę samicy, stają od niej w odległości 4 m i rozpoczynają „salutowanie”: wyginają w łuk szyję, poruszają dziobem i wyciągają się w pionie najwyżej jak mogą. Takie zachowanie może służyć także jako oznaczenie terytorium samca, a kłapanie dziobem i krzyczenie są oznaką działań obronnych.
RozródWydłużenie dni wiosną stymuluje pingwiny do wzmożenia przyjmowania pokarmu, wręcz żarłoczności, aby magazynować tłuszcz, który potrzebny im będzie w czasie rozrodu i ogrzewania jaj. Osobniki, które wcześniej rozpoczynają rozmnażanie, mają mniejsze szanse na przetrwanie, jednak w przyszłości rozmnażają się z większym powodzeniem. Budują gniazdo obłożone kamieniami. Najczęściej pingwiny białookie mają dwa młode na sezon lęgowy. Dwa jaja składane są w listopadzie, oba wysiadują rodzice na zmianę przez około 36 dni. Również przez kolejne 4 tygodnie po wykluciu rodzice opiekują się młodymi – gdy jedno pilnuje pisklęcia, drugie się pożywia i dostarcza pokarm rodzinie. Po tym czasie młode dołączają do innych piskląt w żłobku, gdzie są chronione razem przez część dorosłych pingwinów. Reszta w tym czasie rusza do morza w celu zdobycia pokarmu. Po około 56 dniach w żłobku młode stają się samodzielne.

## Drapieżniki
Typowymi drapieżnikami polującymi na pingwiny Adeli są lamparty morskie, orki i wydrzyki antarktyczne. Lamparty morskie są zagrożeniem jedynie w wodzie, ponieważ na ląd udają się tylko w celu odpoczynku i snu. Pingwiny białookie nauczyły się wymykać tym drapieżnikom przez pływanie w grupach, unikanie cienkiego lodu i krótkie przebywanie w wodzie w odległości do 200 m od brzegu. Orki, chociaż zazwyczaj polują na większe gatunki pingwinów, mogą także zapolować na pingwiny Adeli. Wydrzyki oraz rzadziej pochwodzioby żółtodziobe, żywią się jajami oraz niestrzeżonymi przez rodziców pisklętami.

## Status i zagrożenia
Międzynarodowa Unia Ochrony Przyrody (IUCN) uznaje pingwina białookiego za gatunek najmniejszej troski (LC – Least Concern); tylko raz – w 2012 roku – sklasyfikowała go jako gatunek bliski zagrożenia (NT, Near Threatened). Liczebność światowej populacji w 2017 roku szacowano na około 10 milionów dorosłych osobników, a całkowitą na 14–16 milionów osobników. Globalny trend liczebności populacji uznawany jest za wzrostowy.
Obecnie największe zagrożenie dla gatunku stanowią zmiany klimatyczne. Powodują one spadek ilości lodu morskiego, gdzie pingwiny przebywają poza okresem lęgowym oraz zmniejszanie przydatności miejsc gniazdowania przez ciężkie opady śniegu. Pingwiny są zmuszone migrować na duże odległości, co uniemożliwia im skuteczne rozmnażanie się i odpowiednie odżywianie.
Innym zagrożeniem jest bliskość przy koloniach pingwinów stacji badawczych, które powodują niszczenie miejsc lęgowych, a ciągła obecność ludzi oraz ruch powietrzny zakłócają naturalne środowisko gatunku. Zanieczyszczenie oceanu oraz nadmierne połowy kryla i ryb w wodach otaczających Antarktydę również negatywnie wpływają na liczebność pingwinów.

## Znaczenie
Obecność pingwinów białookich należy do wyraźnych wskaźników zmiany klimatu. Pojawiają się na niegdyś pokrytych lodem terenach, co wskazuje na ocieplenie środowiska Antarktyki. Stanowią główną atrakcję ekoturystyki w Antarktyce. Do XX wieku stanowiły źródło pożywienia, oleju i przynęty. Ich odchody były wykorzystywane jako nawóz. Pingwin białooki to najczęściej badany gatunek pingwina.